# カルロス・プラチス
カルロス・プラチス（Carlos Prates、1993年8月17日 - ）は、ブラジルの男性総合格闘家、元キックボクサー。サンパウロ州タウバテ出身。ファイティング・ナーズ/ヴァーリ・トップチーム所属。UFC世界ウェルター級ランキング9位。

## 来歴
少年時代は問題児であったため、15歳の時に母親が護身のためにプラチスにムエタイを習わせた。2012年にプロ総合格闘技デビュー。また、総合格闘技と並行してキックボクシング、ムエタイのキャリアを積み、総合格闘技で4敗目を喫した後にタイへ移住し、タイガームエタイとプーケット・ファイトクラブで6年間トレーニングを行った。
2023年8月29日、Dana White's Contender Series 60でミッチ・ラミレスと対戦し、左ストレートで2RTKO勝ちを収め、UFCとの契約権を獲得した。

### UFC
2024年2月10日、UFC初参戦となったUFC Fight Night: Hermansson vs. Pyferでトレヴィン・ジャイルズと対戦し、左ストレートで2RKO勝ち。この試合はUFCの2024年デビュー・オブ・ザ・イヤーを受賞した。
2024年6月8日、UFC on ESPN: Cannonier vs. Imavovでチャールズ・ラドキと対戦し、ボディへの左膝蹴りで1RTKO勝ち。2試合連続のパフォーマンス・オブ・ザ・ナイトを受賞した。
2024年8月18日、UFC 305でリー・ジンリャンと対戦し、左フックで2RKO勝ち。3試合連続のパフォーマンス・オブ・ザ・ナイトを受賞した。
2024年11月9日、UFC Fight Night: Magny vs. Pratesでウェルター級ランキング15位のニール・マグニーと対戦し、テンプルへかすめた左フックで1RKO勝ち。4試合連続のパフォーマンス・オブ・ザ・ナイトを受賞した。
2025年4月26日、UFC on ESPN: Machado Garry vs. Pratesでウェルター級ランキング7位のイアン・ギャリーと対戦し、5R終盤にパウンドで追い詰めたものの、試合全体を通して劣勢に立たされ0-3の5R判定負け。
2025年8月16日、UFC 319でウェルター級ランキング11位のジェフ・ニールと対戦し、1R終了時に左スピニングバックエルボーでKO勝ち。パフォーマンス・オブ・ザ・ナイトを受賞した。

## 人物・エピソード
- 喫煙者であることを公言しており、プラチスは「15歳の頃からタバコを吸っていたと思う。タバコを吸っていない期間よりも、吸っている期間の方が長い。僕にとってそれは習慣なんだ。試合当日にもタバコを吸うし、それが普通なんだ」「アスリートが喫煙するのはダメだとよく言われるけど、僕はアスリートのような人間ではない。僕は自分自身をアスリートではなくファイターと呼ぶのが好きなんだ。パーティーに行ったり、タバコを吸ったり、飲酒することもある。もちろん、それは良くないことだけど、僕は試合に勝つ方法を知っているし、うまくいっているよ」と語っている[9]。
- 母国語のポルトガル語の他に、英語を流暢に話すことができる。
- 一人娘がおり、娘はオーストラリアに住んでいる[10]。

## 戦績

### 総合格闘技
| 総合格闘技 戦績 | 総合格闘技 戦績 | 総合格闘技 戦績 | 総合格闘技 戦績 | 総合格闘技 戦績 | 総合格闘技 戦績 | 総合格闘技 戦績 |
| --------------- | --------------- | --------------- | --------------- | --------------- | --------------- | --------------- |
| 29 試合         | (T)KO           | 一本            | 判定            | その他          | 引き分け        | 無効試合        |
| 22 勝           | 17              | 3               | 2               | 0               | 0               | 0               |
| 7 敗            | 2               | 3               | 2               | 0               | 0               | 0               |

| 勝敗 | 対戦相手                           | 試合結果                                 | 大会名                                                    | 開催年月日     |
| ○    | ジェフ・ニール                     | 1R 4:59 KO（左スピニングバックエルボー） | UFC 319: du Plessis vs. Chimaev                           | 2025年8月16日  |
| ×    | イアン・ギャリー                   | 5分5R終了 判定0-3                        | UFC on ESPN 66: Machado Garry vs. Prates                  | 2025年4月26日  |
| ○    | ニール・マグニー                   | 1R 4:50 KO（左フック）                   | UFC Fight Night: Magny vs. Prates                         | 2024年11月9日  |
| ○    | リー・ジンリャン                   | 2R 4:02 KO（左フック）                   | UFC 305: du Plessis vs. Adesanya                          | 2024年8月18日  |
| ○    | チャールズ・ラドキ                 | 1R 4:47 TKO（ボディへの左膝蹴り）        | UFC on ESPN 57: Cannonier vs. Imavov                      | 2024年6月8日   |
| ○    | トレヴィン・ジャイルズ             | 2R 4:03 KO（左ストレート）               | UFC Fight Night: Hermansson vs. Pyfer                     | 2024年2月10日  |
| ○    | ミッチ・ラミレス                   | 2R 1:14 TKO（左ストレート）              | Dana White's Contender Series 60                          | 2023年8月29日  |
| ○    | エドゥアルド・ラモン               | 1R 2:25 KO（左膝蹴り）                   | LFA 154: Fernando vs. Silva                               | 2023年3月10日  |
| ○    | モアシル・ロシャ                   | 1R 4:15 KO（左ハイキック→パウンド）      | LFA 146: Barbosa vs. Santos                               | 2022年11月4日  |
| ○    | シャーウス・オリヴェイラ           | 1R 3:14 KO（右ジャブ）                   | SFT 37: Prates vs. Oliveira 【SFTウェルター級王座決定戦】 | 2022年9月3日   |
| ○    | タファレウ・ブラジル               | 2R 1:52 KO（右膝蹴り）                   | SFT 35: Marajó vs. Manchinha                              | 2022年6月11日  |
| ○    | アラン・シウバ                     | 1R 1:21 TKO（左ストレート→パウンド）     | SFT 32: Nogueira vs. Marajó                               | 2021年12月18日 |
| ○    | ジョセフ・ルシアノ                 | 5分3R終了 判定3-0                        | ONE Warrior Series 9                                      | 2019年12月4日  |
| ×    | ガジムラド・アブドゥラエフ         | 5分3R終了 判定0-3                        | ONE Warrior Series 6                                      | 2019年6月20日  |
| ○    | ガンター・カルンダ・ガンザ         | 2R 4:45 TKO（ボディへの左膝蹴り）        | ONE Warrior Series 5                                      | 2019年4月25日  |
| ○    | クエルバンジャン・トゥルオシバケ   | 1R 0:28 TKO（左ハイキック）              | WLF W.A.R.S. 30                                           | 2018年12月14日 |
| ○    | タオ・ジャン                       | 2R 3:35 TKO（パウンド）                  | Chin Woo Men: 2016-2017 Season: Glory Gate                | 2017年4月7日   |
| ×    | ミハイル・ロマンチュク             | 1R 2:03 TKO（パンチ連打）                | Chin Woo Men: 2016-2017 Season: Fierce Battle Part 1      | 2017年1月7日   |
| ○    | サン・ジミン                       | 1R 4:58 逆三角絞め                       | Chin Woo Men: 2016-2017 Season: First Battle of Yancheng  | 2016年11月6日  |
| ○    | ユーセフ・ウェベ                   | 2R 2:56 リアネイキドチョーク             | Full Metal Dojo 8: Return of the Mack                     | 2016年1月10日  |
| ×    | アリ・サントス                     | 1R 3:24 リアネイキドチョーク             | MMA Super Heroes 6                                        | 2014年10月25日 |
| ○    | ブルーノ・ペレイラ                 | 3R 2:13 腕ひしぎ十字固め                 | SFC: Silva vs. Ferreira                                   | 2014年6月14日  |
| ×    | クラウディエル・フレイタス         | 1R 3:10 三角絞め                         | PFC: Premium Fight Championship 3                         | 2013年11月22日 |
| ○    | コスメ・サントス                   | 1R 2:21 KO（左ミドルキック）             | BC: Brazil Combate 2                                      | 2013年11月11日 |
| ×    | ディエゴ・カバウカンチ             | 1R 4:54 ヒールフック                     | SFT: Standout Fighting Tournament                         | 2013年9月20日  |
| ○    | ホドリゴ・ハロ                     | 5分3R終了 判定2-0                        | DF: Detonic Fight 2                                       | 2013年5月11日  |
| ×    | ハファエル・ヌネス                 | 1R 2:15 TKO（棄権）                      | MF: Max Fight 13                                          | 2012年5月13日  |
| ○    | ヘナート・ダ・シウバ・ジュニオール | 3R 4:08 TKO（パウンド）                  | Romani Fight Brasil 1: Romani Fight                       | 2012年3月24日  |
| ○    | セルジオ・ヴィエイラ               | 2R 2:05 TKO（左三日月蹴り→パウンド）     | MF: Max Fight 11                                          | 2012年3月17日  |

## 獲得タイトル
- 総合格闘技
  - SFTウェルター級王座（2022年）
- キックボクシング
  - SFTウェルター級王座（2021年）

## 表彰
- UFC
  - パフォーマンス・オブ・ザ・ナイト（5回）
  - デビュー・オブ・ザ・イヤー（2024年/トレヴィン・ジャイルズ戦）
  - ニューカマー・オブ・ザ・イヤー（2024年）
- MMA Junkie
  - ニューカマー・オブ・ザ・イヤー（2024年）
- MMA Fighting
  - ルーキー・オブ・ザ・イヤー（2024年）
- Cageside Press
  - ニューカマー・オブ・ザ・イヤー（2024年）